# Servus Credit Union

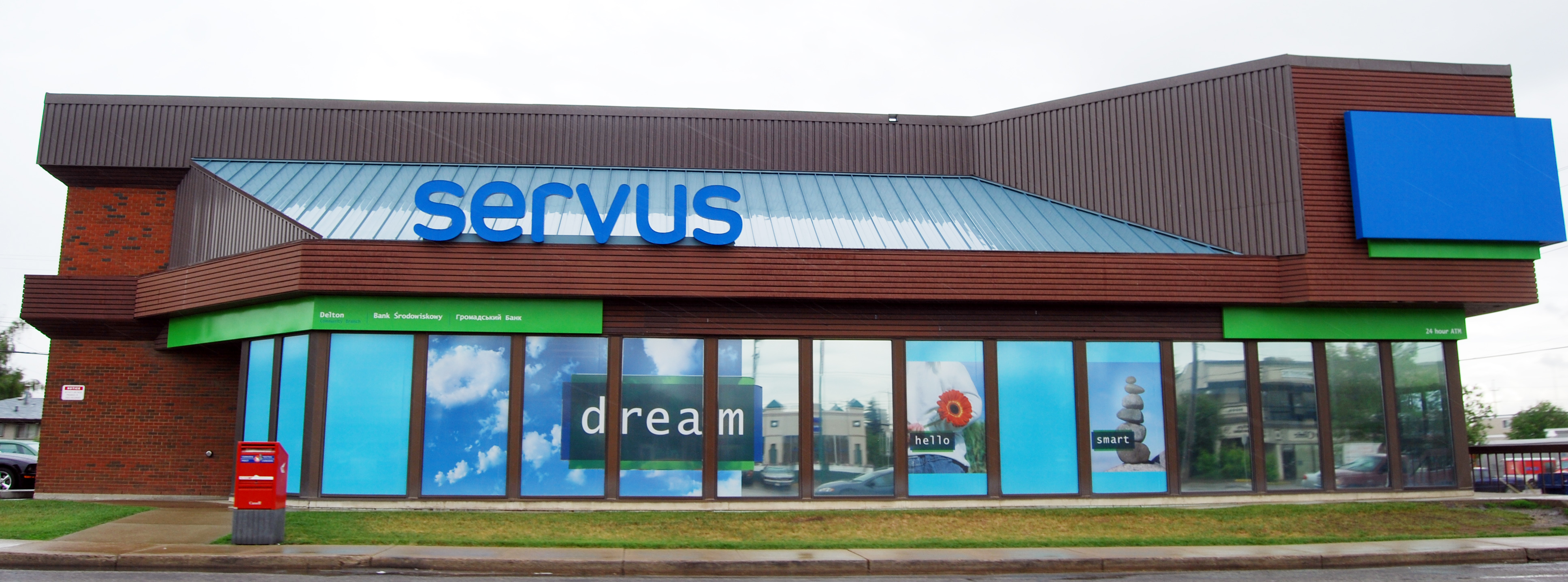
Servus Filiale in Edmonton

Servus Credit Union ist ein Kreditinstitut mit Hauptsitz in Edmonton, Alberta, Kanada. Es ist die drittgrößte Genossenschaftsbank in Kanada und die größte in der Provinz. Die Bank zählt mehr als 390.000 Kunden und verfügt über 100 Filialen in 62 Städten und Gemeinden in der Provinz. Das Unternehmen beschäftigt ca. 2.300 Mitarbeiter. 

## Geschichte
Das Bankinstitut entstand 1987 durch die Zusammenlegung mehrerer kleinerer Genossenschaftsbanken in der Provinz.  

## Dienstleistungen
- Bankkonten und Kreditkarten
- Darlehen und Verbraucherkredite
- Kredite für Unternehmen und öffentliche Stellen
- Wertpapiere
- Versicherungen

## Mitgliedschaften
Die LBC ist Mitglied der Canadian Bankers Association (CBA) und ein registriertes Mitglied der Canada Deposit Insurance Corporation (CDIC), der kanadischen Einlagensicherungsagentur sowie Mitglied von Interac.